# Gonodactylellus erdmanni
Gonodactylellus erdmanni is een bidsprinkhaankreeftensoort uit de familie van de Gonodactylidae. De wetenschappelijke naam van de soort is voor het eerst geldig gepubliceerd in 2001 door Ahyong.